# Hiroshima, dragostea mea
Hiroshima, dragostea mea (în franceză Hiroshima mon amour; în japoneză 二十四時間の情事, transliterat: Nijūyojikan'nojōji, în traducere O relație de douăzeci și patru de ore) este un film dramatic romantic al Noului Val Francez din 1959, regizat de regizorul de film francez Alain Resnais, după un scenariu scris de Marguerite Duras. El este primul film de lung metraj al lui Resnais. 
Filmul are forma unei conversații extrem de personale a unui cuplu francez-japonez despre memorie și uitare. Prin folosirea inovatoare a unor flashback-uri scurte pentru a sugera un flux de amintiri și a crea astfel o poveste neliniară, Hiroshima, dragostea mea a reprezentat la vremea apariției sale un catalizator major pentru cinematografia Noului Val Francez și a atras atenția internațională asupra noii orientări stilistice a cinematografiei franceze, împreună cu filme precum Cele 400 de lovituri (1959) și À bout de souffle (1960). Filmul este considerat pe scară largă drept unul dintre filmele influente ale Noului Val Francez. În anul 2012 regizorul Roy Andersson l-a ales drept unul dintre cele mai importante filme din toate timpurile.

## Distribuție
- Emmanuelle Riva - Ea (femeia franceză)
- Eiji Okada - El (bărbatul japonez)
- Bernard Fresson - Neamțul
- Stella Dassas - Mama
- Pierre Barbaud - Tatăl

## Aprecieri critice
Enciclopedia cinematografică germană Lexikon des internationalen Films notează acest film cu 5 stele din 5 și îl descrie astfel: „Scurta întâlnire de dragoste între o actriță de film franceză și un arhitect japonez în orașul Hiroshima devine un memento al sfârșitului războiului în Japonia și în Franța, precum și o reflecție asupra uitării. Hiroshima este mai mult decât un decor și un fundal; ea are un efect teribil ca loc al bombardamentului atomic asupra unui eveniment sufletesc deosebit. Un film de o particularitate remarcabilă, cu mari calități psihologice și artistice, profund pesimist în reprezentarea imaginii omului. - Merită văzut de la vârsta de 16 ani.”.

## Legături externe
- Materiale media legate de Hiroshima, dragostea mea la Wikimedia Commons
- Hiroshima, dragostea mea la Internet Movie Database
- Hiroshima, dragostea mea la AllRovi
- Hiroshima, dragostea mea la Rotten Tomatoes
- Hiroshima, dragostea mea la TCM Movie Database
- Hiroshima mon amour: Time Indefinite un eseu de Kent Jones pentru Criterion Collection